# Peach Aviation
Peach Aviation, che opera commercialmente come Peach, è una compagnia aerea a basso costo giapponese.
La compagnia ha come hub l'Aeroporto Internazionale del Kansai, che serve Ōsaka. Le operazioni di volo sono iniziate a marzo 2012.

## Storia
Peach è stata fondata nel febbraio 2011 come A&F Aviation, una joint venture tra All Nippon Airways e il fondo di investimenti di Hong Kong First Eastern Investment Group. Nel maggio 2011 la compagnia ha cambiato nome in Peach Aviation.
Il primo aereo di Peach, un Airbus A320 in leasing da GECAS, è stato consegnato presso il suo hub, l'aeroporto Internazionale del Kansai, a novembre 2011. Il primo volo della compagnia è stato operato tra l'aeroporto del Kansai e l'aeroporto di Shin-Chitose il 1º marzo 2012. Nel maggio 2017 Peach è diventata la prima compagnia aerea giapponese ad accettare pagamenti in Bitcoin.
Il 22 marzo 2018 All Nippon Airways ha annunciato la fusione delle sue due sussidiarie low cost, Peach Aviation e Vanilla Air, mantenendo Peach come brand unico. L'integrazione di Vanilla Air in Peach è stata completata nel dicembre 2019.

## Flotta

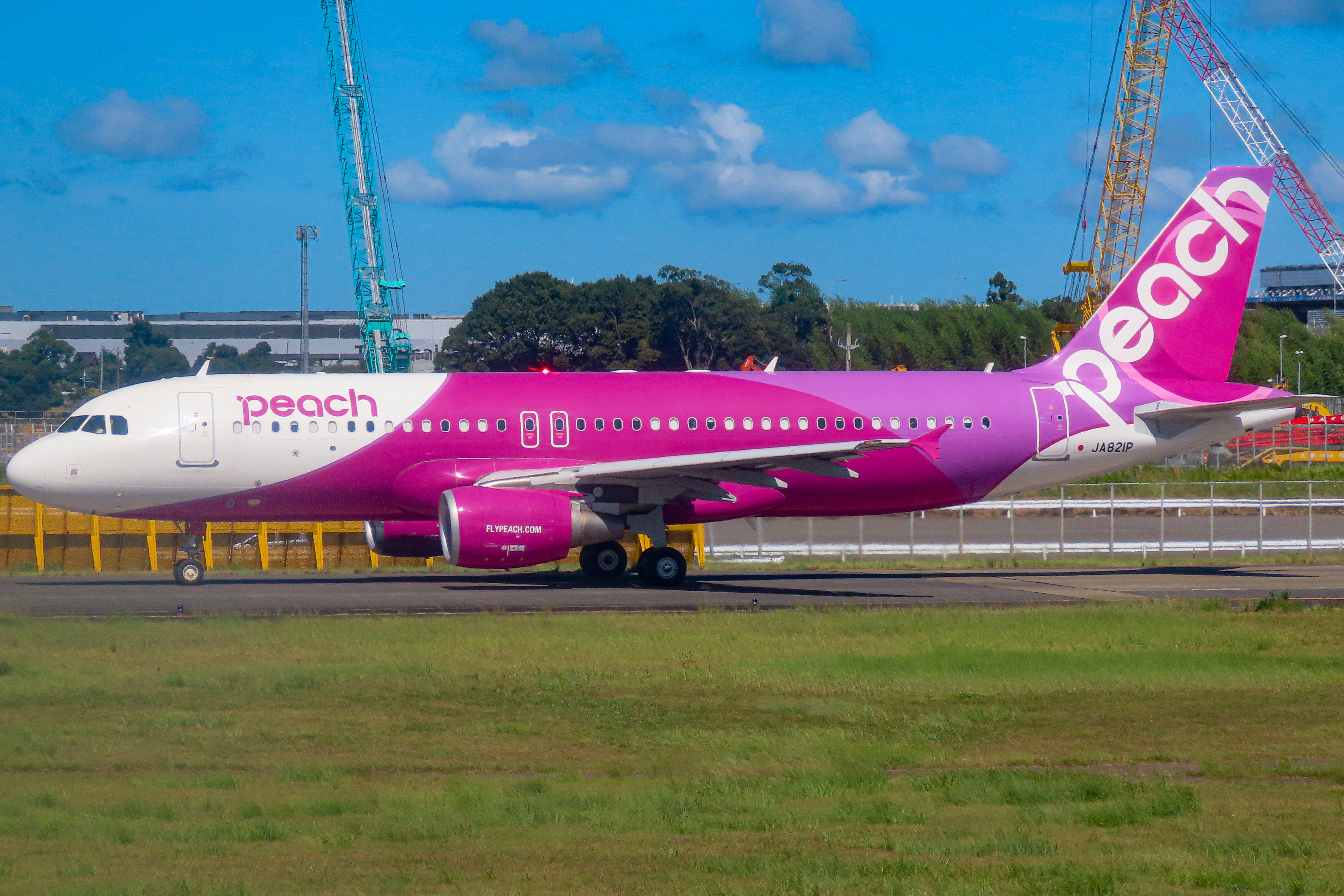
Un Airbus A320-200.

Ad ottobre 2024 la flotta di Peach Aviation è composta dai seguenti aeromobili: